# Komitet Krzewienia Cnót i Zapobiegania Złu (Arabia Saudyjska)
Komitet Krzewienia Cnót i Zapobiegania Złu (arab. هيئة الأمر بالمعروف والنهي عن المنكر, Hayʾat al-Amr bi-al-Maʿrūf wa-an-Nahy ʿan al-Munkar; nieoficjalnie Mutawwi'in, مطوعين) – saudyjska policja religijna, zajmująca się egzekwowaniem przestrzegania szariatu (islamskiego prawa religijnego) na terenie całej Arabii Saudyjskiej, gdzie jest ono podstawą prawa państwowego.
Utworzona została w 1940 roku. Liczy ok. 4000 funkcjonariuszy. Podlega Komisji ds. Szerzenia Cnoty i Zapobiegania Występkowi (tzw. haja – arab. komisja). Należący do niej funkcjonariusze zajmują się głównie egzekwowaniem prawa koranicznego, m.in. odpowiedniego ubioru kobiet, separacji kobiet od mężczyzn i przestrzegania godzin modlitw przez osoby znajdujące się w miejscu publicznym.
Od 2006 r. muttawie zostało odebrane prawo aresztowania i przesłuchiwania, nie jest ono przestrzegane, o czym świadczy śmierć dwóch obywateli przesłuchiwanych przez jej funkcjonariuszy w 2007 roku. Po reformach z 2012 roku zabroniono przyjmowania do formacji wolontariuszy, którzy wcześniej stanowili dużą część funkcjonariuszy, oraz ograniczono kompetencje członków formacji do „udzielania dobrych rad”.
Zwierzchnikiem organizacji do niedawna był Ibrahim al-Ghajs, zwolniony z funkcji przez króla Abd Allaha. Na początku 2012 roku król Abd Allah mianował szefem Komisji liberała Abd al-Latifa asz-Szajcha, który m.in. zezwolił kobietom na pracę w miejscach, w których stykają się wyłącznie z innymi kobietami.
W kwietniu 2016 roku saudyjska Rada Ministrów ograniczyła działalność Komitetu. Po nowelizacji przepisów jej członkowie nie mogą prosić o identyfikację, ścigać, aresztować i zatrzymywać osób podejrzanych o łamanie prawa (te obowiązki przejęła policja i oddział narkotykowy). Obowiązki organizacji ograniczono do zgłaszania władzom podejrzanej działalności i pomocy w egzekwowaniu ograniczeń społecznych.